# Gesund Leben Lernen

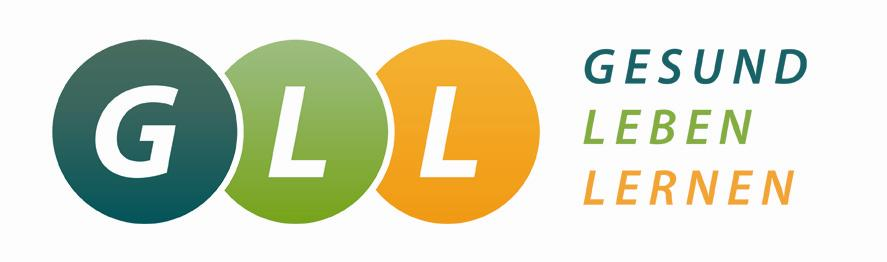
Gesund Leben Lernen Logo

Gesund Leben Lernen ist ein Programm zum schulischen Gesundheitsmanagement in Niedersachsen, an dem sich mittlerweile über 250 Schulen beteiligt haben und an dem alle interessierten niedersächsischen Schulen aller Schulformen teilnehmen können.

## Allgemeines zum Programm
Gesund Leben Lernen ist ein Kooperationsprogramm zwischen den Landesverbänden der gesetzlichen Krankenkassen und der Landesvereinigung für Gesundheit und Akademie für Sozialmedizin Niedersachsen e.V. Es zielt darauf, die „Organisation Schule“ zu einer gesunden Lebenswelt für alle in ihr Arbeitenden und Lernenden zu entwickeln. Es geht darum, gesundheits- und persönlichkeitsfördernde Arbeits- und Lernbedingungen zu schaffen, Lernen und Lehren „gesünder“ zu machen und durch Gesundheitsinterventionen zu einer Verbesserung der Bildungs- und Erziehungsqualität beizutragen. Gesund Leben Lernen unterstützt die Schulen beim Ausbau zur eigenverantwortlichen Schule und bei der Qualitätsverbesserung, wie sie im Orientierungsrahmen Schulqualität gefordert wird oder im Konzept „Arbeitsschutz und Gesundheitsmanagement in Schulen“ des Niedersächsischen Kultusministeriums.

## Modellphase
Gesund Leben Lernen startete 2003 mit einer Laufzeit von drei Jahren als Kooperationsprojekt zwischen den Spitzenverbänden der gesetzlichen Krankenkassen und der Landesvereinigungen für Gesundheit Niedersachsen, Sachsen-Anhalt und Rheinland-Pfalz. Weitere Träger waren das Niedersächsische Kultusministerium, das Niedersächsische Ministerium für Soziales, Frauen, Familie und Gesundheit, der Gemeinde-Unfallversicherungsverband und das Niedersächsische Landesamt für Lehrerbildung und Schulentwicklung. Acht Schulen haben drei Jahre lang erfolgreich Gesund Leben Lernen erprobt. Es erfolgte eine Evaluation der Modellphase, die verdeutlicht hat, dass das Konzept eines integrierten Gesundheitsmanagements zu guten Erfolgen in den Schulen führt. Somit wurde im Juni 2006 von allen Projektpartnern beschlossen, Gesund Leben Lernen auf Landesebene fortzuführen. Die Rolle der Spitzenverbände der gesetzlichen Krankenkassen haben deren Landesverbände übernommen.

## Programmansatz

### Prinzipien
Im Gegensatz zu klassischen Projekten der schulischen Gesundheitsförderung geht es bei Gesund Leben Lernen nicht nur um die Verbesserung der Gesundheit von Schülern, sondern auch um die der Lehrkräfte und des nicht unterrichtenden Personals. Der Settingansatz nutzt die Instrumente des betrieblichen Gesundheitsmanagements, setzt auf Verhaltens- und Verhältnisänderung und will sozial bedingte Ungleichheit von Gesundheitschancen bei Schülern verringern.
„Schule gemeinsam entwickeln“ ist ein wichtiges Prinzip des Programmes Gesund Leben Lernen. Das bedeutet, dass sowohl Lehrkräfte, Schüler, das nichtlehrende Personal und die Eltern an der Entwicklung der Organisation Schule zu einer gesunden Lebenswelt beteiligt werden sollen.

### Gesunde Schulentwicklung

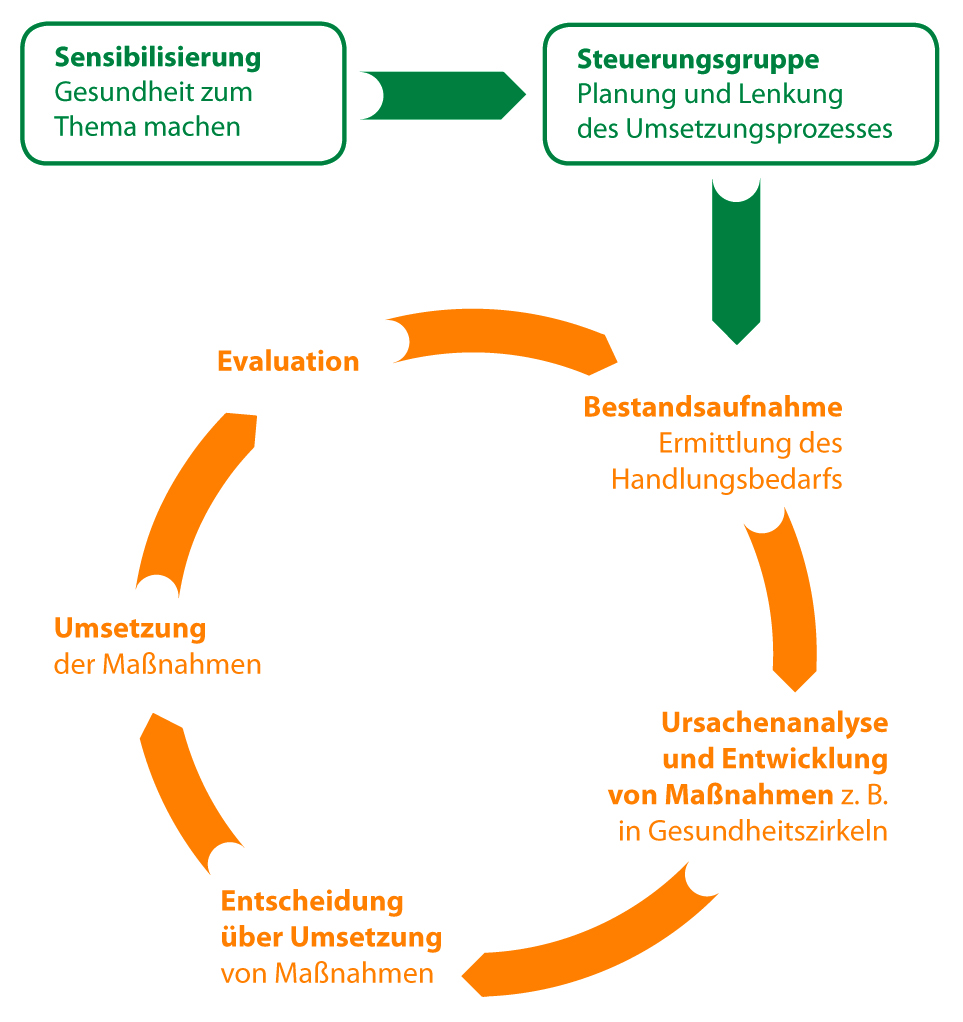
Gesundheitsmanagement als Lernprozess in den Schulen

Schulische Gesundheitsförderung ist keine zusätzliche Aufgabe für Schulen, sondern Teil der schulischen Selbst- und Weiterentwicklung. Deshalb muss sie im täglichen Kerngeschäft der Schule, in Unterricht, Lehren und Lernen, verankert sein.
Präventive und gesundheitsfördernde Arbeit in der Schule ist eingebettet in ein Gesamtkonzept, das Schulentwicklung, Qualität der Schule und Gesundheit sinnvoll und sich gegenseitig unterstützend verbindet.
Gesunde Schulentwicklung wird dabei als Lernprozess aufgefasst, der aus den Schritten, wie auf der Abbildung zu sehen ist, besteht.
Bei den einzelnen Schritten ist immer wieder auf die Beteiligung und Einbeziehung der Betroffenen zu achten. Bei der Bestandsaufnahme ist z. B. durch Befragungen oder in Workshops deren Sichtweise der Probleme zu ermitteln. Ebenso wichtig ist es, dass die Betroffenen die Ursachen der Probleme analysieren und anschließend Maßnahmen zu ihrer Lösung entwickeln. Das geschieht in den Gesundheitszirkeln.
In dem Programm Gesund Leben Lernen wird mit dem Lernprozess gearbeitet.

### Instrumente im Gesundheitsmanagement und somit im Programm Gesund Leben Lernen

#### Die Steuergruppe
Der erste Schritt zum Aufbau eines dauerhaften Gesundheitsmanagements und somit auch im Programm Gesund Leben Lernen fest verankert, ist die Installierung einer Steuergruppe in der Schule. Sie ist der Motor und das Zentrum des gesamten Entwicklungs- und Veränderungsprozesses und sollte von daher aus unterschiedlichen Gruppen der Schule bestehen, wie der Schulleitung, Lehrkräften, Schülern und Eltern. Sie muss jedoch den Bedingungen und Bedürfnissen der jeweiligen Schule angepasst sein. Die Steuergruppe hat folgende Aufgaben:
- Koordination des Projektes in der Schule
- Probleme erheben und erkennen
- Entwicklung von Strategien und Zielen
- Planung einzelner Projektschritte und Meilensteine
- Umfassende Ursachenanalyse und Entwicklung von Maßnahmen
- Information aller in der Schule Arbeitenden und Lernenden
- Umsetzung und Bewertung der Maßnahmen

#### Der Gesundheitszirkel
Um möglichst viele Betroffene am Veränderungsprozess zu beteiligen, bietet sich die Einrichtung von Gesundheitszirkeln zu einem bestimmten Thema an. Dieses beteiligungsorientierte Vorgehen bezieht Lehrkräfte, Mitarbeiter, Schüler und Eltern aktiv ein und nutzt ihr Wissen zu gesundheitsrelevanten Fragen und ihre unterschiedlichen Sichtweisen, um die Arbeits- und Lernbedingungen in der Schule selbst zu verbessern. Ziel eines Gesundheitszirkels ist es, alle Einflüsse zusammenzutragen und zu analysieren, die sich positiv oder negativ auf Gesundheit, individuelles Wohlbefinden, Motivation und Leistungsfähigkeit auswirken. Im Anschluss werden Lösungsvorschläge zur Beseitigung von krankmachenden Über- und Fehlbelastungen und für gesundheitsfördernde Maßnahmen erarbeitet, die sich in aller Regel als absolut praxistauglich erweisen. Die Umsetzung dieser Maßnahmen liegt nicht in den Händen des Zirkels, sondern fällt in die Kompetenz der Steuerungsgruppe. Sie muss die Umsetzung der Lösungen koordinieren. Die Ausgestaltung der Gesundheitszirkel richtet sich nach den schuleigenen Voraussetzungen.
Die wichtigsten Aspekte zu einem Gesundheitszirkel:
- 5–10 Personen, die von dem zu lösenden Problem betroffen sind
- auf freiwilliger Basis
- finden circa 6- bis 8-mal statt, circa 2 Stunden pro Treffen
- befristeter Zeitraum (circa 2–6 Monate)
- die Treffen werden extern moderiert
- Beschreibung und Analyse des Problems
- Entwicklung von Lösungsansätzen
- Umsetzung der Vorschläge liegt nicht in eigener Kompetenz

### Externe Begleitung in den Schulen
Alle Schulen die in das Programm Gesund Leben Lernen aufgenommen werden, erhalten eine zweijährige Begleitung durch eine Präventionsfachkraft der AOK, IKK classic oder HKK. Diese Fachkräfte unterstützen den Aufbau von Strukturen des Betrieblichen Gesundheitsmanagements in den Schulen. Außerdem geben sie Hilfe beim Projektstart, leiten Workshops zur Interessenklärung, Zielentwicklung und Projektplanung, arbeiten in den Steuerungsgruppen mit, moderieren Gesundheitszirkel und vermitteln regionale und landesweite Unterstützungsangebote und Kooperationspartnerschaften.
Des Weiteren werden für alle Schulen im Programm Tagungen und Workshops von der Landesvereinigung für Gesundheit und Akademie für Sozialmedizin Niedersachsen e.V. organisiert, an denen sie kostenlos teilnehmen können. Dabei handelt es sich um eine Auftaktveranstaltung, ein Workshop für die Schulleitung, ein Workshop für die Steuerkreissprecher, ein Workshop für Schüler sowie das gemeinsame Richtfest, nach zwei Jahren, wenn die Schulen aus dem Projekt entlassen werden. Somit erfolgt ein regelmäßiger Austausch mit anderen niedersächsischen Schulen.

## Aktueller Stand des Programmes

### Allgemeines
Mittlerweile sind in ganz Niedersachsen über 250 Schulen aus allen Schulformen in dem Programm vertreten. Nach den Sommerferien 2019 startet das Programm in die 15. Runde. Schulen haben die Möglichkeit, sich bei der Landesvereinigung für Gesundheit und Akademie für Sozialmedizin Niedersachsen e.V. zu bewerben und kostenlos am Programm teilzunehmen.
Die Programmkoordination erfolgt in der Landesvereinigung für Gesundheit und Akademie für Sozialmedizin Niedersachsen e.V. Zu den derzeitigen Kooperationspartnern zählen die AOK Niedersachsen, das Niedersächsische Kultusministerium, das Niedersächsische Ministerium für Soziales, Gesundheit und Gleichstellung, das Niedersächsische Landesinstitut für schulische Qualitätsentwicklung, der Gemeinde-Unfallversicherungsverband Hannover, Oldenburg und Braunschweig, der BKK Landesverband Mitte, die Sozialversicherung für Landwirtschaft, Forsten und Gartenbau, der Landesverband Niedersachsen der Ärzte des Öffentlichen Gesundheitsdienstes e.V., die IKK classic, die Handelskrankenkasse, die BKK Mobil Oil und der Niedersächsische Turnerbund. Vertreter aller Kooperationspartner treffen sich regelmäßig zur Lenkungsgruppensitzung, um eine Transparenz herzustellen.

### Evaluation
In einem gemeinsamen Evaluationsprojekt mit der Medizinischen Hochschule Hannover (MHH) wurde die Wirkung des GLL-Projektansatzes durch eine Begleitforschung der MHH überprüft. Dieses Vorhaben wurde durch das Bundesministerium für Bildung und Forschung finanziert.
Dabei ging es nicht darum die einzelnen Schulen, die an Gesund Leben Lernen teilnehmen, hinsichtlich ihrer Veränderungsprozesse zu bewerten, sondern das Gesamtprogramm Gesund Leben Lernen und den Programmansatz mit seinen Instrumenten (Steuerungsgruppe, Balanced Scorecard, Gesundheitszirkel) auf seine Wirkung zu überprüfen.

### Gesund Leben Lernen als Good Practice Beispiel
Der Kooperationsverbund Gesundheitsförderung bei sozial Benachteiligten hat die folgenden Praxisbereiche des Angebots Gesund Leben Lernen als besonders nachahmenswert (Good Practice) identifiziert:
- Settingansatz
- Partizipation
- Dokumentation und Evaluation

Eine ausführliche Darstellung findet sich  im Band 5 der Reihe „Gesundheitsförderung konkret“ der Bundeszentrale für gesundheitliche Aufklärung (BZgA): Kriterien guter Praxis in der Gesundheitsförderung bei sozial Benachteiligten.